# أستراليا المفتوحة 2018
بطولة أستراليا المفتوحة 2018 (بالإنجليزية: 2018 Australian Open) هي بطولة كرة مضرب تُقام على الملاعب الصلبة الخارجية في حديقة ملبورن في مدينة ملبورن في أستراليا. والتي بدأت فعالياتها في 15 يناير 2018 وانتهت في 28 يناير 2018.

## وصلات خارجية
- الموقع الرسمي

| سبقه بطولة أمريكا المفتوحة 2017 | البطولات الكبرى لكرة المضرب | تبعه دورة رولان غاروس الدولية |